# Son cubano

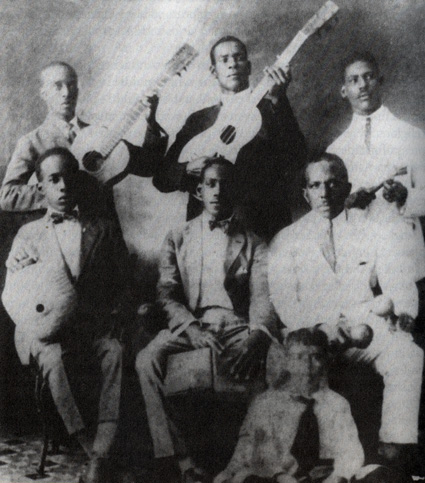
Sexteto Habanero 1920.

Son cubano é um gênero de música e dança que se originou nas terras altas do leste de Cuba durante o final do século XIX. É um gênero sincrético que mescla elementos de origem espanhola e africana. Entre seus componentes hispânicos fundamentais estão o estilo vocal, a métrica lírica e a primazia do tres, derivado do violão espanhol. Por outro lado, seu ritmo de clave característico, estrutura de chamada e resposta e seção de percussão (bongô, maracas, etc.) estão enraizados em tradições de origem bantu.
Por volta de 1909, o Son chegou a Havana, onde as primeiras gravações foram feitas em 1917. Isso marcou o início de sua expansão por toda a ilha, tornando-se o gênero mais popular e influente de Cuba. Enquanto grupos primitivos tinham entre três e cinco membros, durante os anos 1920 o sexteto (sexteto) tornou-se o formato principal do gênero. Na década de 1930, muitas bandas incorporaram um trompete, tornando-se septetos, e na década de 1940 um tipo maior de conjunto de congas e piano tornou-se a norma: o <i>conjunto</i>. 
A presença internacional do son pode ser rastreada até a década de 1930, quando muitas bandas fizeram turnês pela Europa e América do Norte, levando a adaptações de salão do gênero, como a rumba americana. Da mesma forma, as transmissões de rádio de son se tornaram populares na África Ocidental e nos Congos, levando ao desenvolvimento de gêneros híbridos como a rumba congolesa. Na década de 1960, a cena musical de Nova York levou ao rápido sucesso da salsa, uma combinação de son e outros estilos latino-americanos gravados principalmente por porto-riquenhos. Enquanto a salsa alcançou popularidade internacional durante a segunda metade do século XX, em Cuba o son evoluiu para outros estilos, como songo e timba, o último dos quais às vezes é conhecido como "salsa cubana".